# 다치아라이정
다치아라이정(일본어: 大刀洗町 다치아라이마치[*])은 일본 후쿠오카현 남부, 지쿠고평야의 북부에 있는 미이군의 정이다.

## 지리
후쿠오카현 남부, 구루메시에서 북동쪽으로 약 15km, 후쿠오카시에서 남동쪽으로 약 30km 떨어진 곳에 위치하고 있다. 정의 남동부를 지쿠고강이 흘러 구루메시와의 경계를 이루고 있다. 정역이 모두 지쿠고평야에 포함되어 있어서 지형은 평탄하다.

### 인접한 자치체
- 아사쿠라시
- 오고리시
- 구루메시
- 아사쿠라군 지쿠젠정

## 역사
- 1955년 3월 31일 - 다치아라이촌·혼고촌·오제키촌 등 3개 촌이 대등 합병해 다치아라이정이 성립하였다.

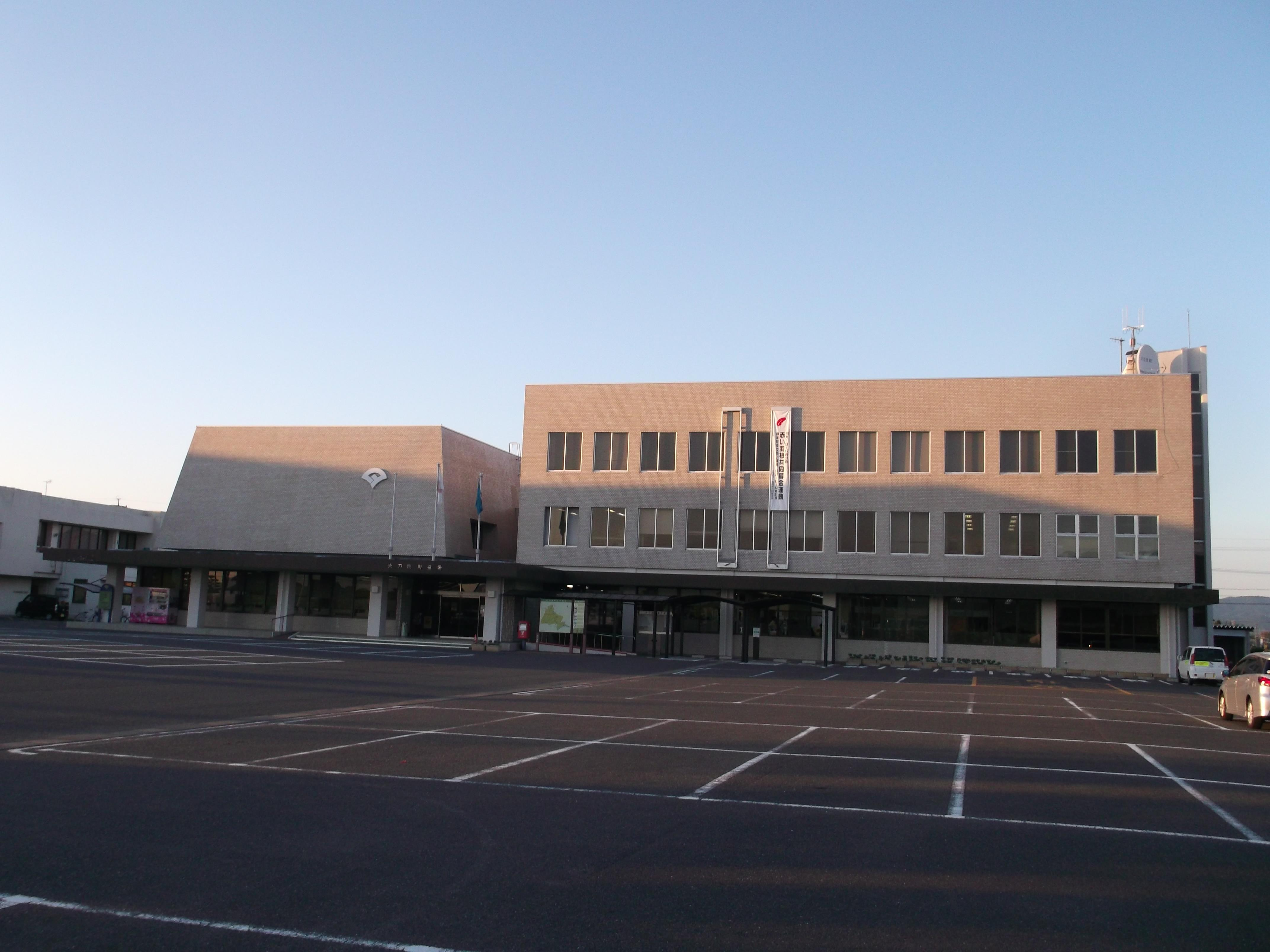
다치아라이정 사무소

## 교통

### 철도
- 서일본 철도 아마기선
  - 오제키역 - 혼고역
- 아마기 철도 아마기선
  - 니시타치아라이역

### 도로
- 국도 322호선
- 국도 500호선